# Ogcocephalioidei
Sous-ordre
Les Ogcocephalioidei sont un sous-ordre de poissons téléostéens de l'ordre des Lophiiformes.

## Liste des super-familles et familles
Selon ITIS :
- super-famille Ceratioidea
  - famille Caulophrynidae
  - famille Centrophrynidae
  - famille Ceratiidae
  - famille Diceratiidae
  - famille Gigantactinidae
  - famille Himantolophidae
  - famille Linophrynidae
  - famille Melanocetidae
  - famille Neoceratiidae
  - famille Oneirodidae
  - famille Thaumatichthyidae
- super-famille Chaunacioidea
  - famille Chaunacidae
- super-famille Ogcocephalioidea
  - famille Ogcocephalidae Jordan, 1895